# Erik Holst
Carl Erik Holst, född 21 juni 1922 i Nakskov, död 25 april 2013, var en dansk socialdemokratisk politiker och miljöminister.

## Bakgrund
Erik Holst var son till smeden Carl Johannes Martin Holst och Betty Holst. Efter realexamen 1940 gick han i lära som maskinarbetare, tog maskinmästarexamen och blev maskiningenjör 1948. Han var anställd på F. L. Smidth & Co (1949-1962) och verkade i både Köpenhamn och Paris. Han blev därefter anställd som avdelningsingenjör på Holmegårds Glasværk (1962-1980). Han ställde upp som kandidat till Folketinget för Socialdemokratiet första gången 1965 för Næstveds valkrets. Han blev vald året därpå, trots att hans engagemang i den lokala partiverksamheten var begränsad, och tog plats i forsknings-, miljö- och energiutskotten. Tillsammans med Vagn Dybdahl och Mogens Pihl utarbetade han Socialdemokratiets forskningspolitiska program och tillsammans med Danmarks första miljöminister, Jens Kampmann, utformade han överenskommelsen kring 1972 års miljölagstiftning. Under 1970-talet var han ordförande för Folketingets forskningsutskott (1971-1974) och miljö- och energiutskott. För den senare drev han på att Danmark skulle inkludera kärnkraft i sin energiplanering. Detta mötte dock stort folkligt motstånd och en folkomröstning fick hållas, vilket både Holst och Socialdemokratiet var emot. Han var folketingsledamot till 1990 och har även varit ledamot i Europarådet, samt europaparlamentariker (1977-1979).

## Minister
I februari 1980 utnämndes Holst som efterträdare till Ivar Nørgaard som Danmarks miljöminister. Han kom att utmärka sig som en motståndare mot Barsebäcks kärnkraftverk, beläget ca 20 kilometer från Köpenhamn, trots att han tidigare förespråkade utplaceringen av kärnkraftverk i Danmark. I ett scenario där ”den värsta tänkbara” olyckan inträffade sa Holst att det:
| ” | kunde få mycket allvarliga hälsorelaterade-, ekonomiska- och sociala konsekvenser för det danska samhället. Huvudstadens funktionsduglighet kommer att bli väsentligt nedsatt. Detta kommer att medföra till att det danska samhället kommer att få det svårt att fungera. Därtill kommer allvarliga konsekvenser för dansk jordbruksproduktion och export. | „ |

Den danska Miljøstyrelsen, underställd miljöministern och miljödepartementet, lade 1981 fram ett utkast till en beredskapsplan vid en möjlig härdsmälta vid Barsebäcks kärnkraftverk, vilket inkluderade evakuering av befolkningen på den danska sidan av Öresundsregionen. Som ordförande i Folketingets miljöutskott under 1980-talet redovisade Holst Socialdemokratiets hållning till kärnkraft och konkluderade att partiet ansåg säkerheten kring driften och bevaringen av avfallet som bristfälliga och att kärnkraften därmed inte var aktuell för Danmark. Bland Holsts övriga miljöpolitiska tilltag kan nämnas tillsättandet av en kommitté som utredde den påverkan som jordbrukets kväveavfall orsakade naturen, den s.k. NPO-kommittén (Nitrat-, P-fosfor och Organiska ämnen).
Också fristaden Christiania hörde till Holsts ansvarsområden och han lade 1982 fram en redogörelse för Folketinget, som innebar att fristaden bevarades på obestämd tid och att ingen utrymning skulle äga rum, förbehållet en legalisering av områdets byggnader. Detta ägde rum efter en omfattande rapport från arkitektfirman Møller & Grønborg och Holsts möte med Christianias invånare. Redogörelsen antogs av ett flertal i Folketinget.